# Lakeview, Arkansas
Lakeview là một thành phố thuộc quận Baxter, tiểu bang Arkansas, Hoa Kỳ. Năm 2010, dân số của thành phố này là 741 người.

## Dân số
- Dân số năm 2000: 763 người.
- Dân số năm 2010: 741 người.